# Wigginton and Hopwas
Wigginton and Hopwas est une paroisse civile du Staffordshire, en Angleterre.